# Slug (journalisme)
Pour les articles homonymes, voir Slug.
Un slug est, en journalisme, un label court donné à un article publié ou en cours d'écriture. Il permet d'identifier l'article tout au long de sa production et dans les archives. Il peut contenir des informations sur l'état de l'article, afin de les catégoriser. Par exemple, dans les journaux anglais :
- « AM » peut signifier que l'article est issu d'une édition matinale ;
- « CX » indique que l'article est une correction ou une mise à jour d'un fait précédemment traité.

## En informatique
Le terme de slug, parfois francisé en identifiant pour adresse URL, est repris depuis quelques années en informatique, et notamment sur le web, afin de désigner un label unique, pour identifier un élément. L'exemple le plus concret étant celui des blogs (d'où la reprise de ce terme journalistique), où chaque article a un slug unique, généralement basé sur le nom de l'article. Ce slug est souvent utilisé dans les URL, afin d'identifier l'article à la place d'une série arbitraire de chiffres.
On retrouve ce mécanisme au sein du framework Django, où un type de champ est spécialement conçu pour ce cas : SlugField. Par convention, le framework pose qu'un slug ne peut contenir que des lettres minuscules, chiffres et tirets. On retrouve ainsi de plus en plus de sites sur le net où les URL sont composés de cette façon : http://www.exemple.com/blog/le-titre-de-mon-article où la chaîne de caractères le-titre-de-mon-article est le slug correspondant à l'article nommé « Le titre de mon article ».
Ce procédé permet finalement d'obtenir des liens plus clairs, et dont on sait sur quel contenu ils pointent.